# Aleksandr Serguéyevich Yákovlev
Aleksandr Serguéyevich Yákovlev (en ruso Александр Сергеевич Яковлев, 19 de marzo/1 de abril de 1906 en Moscú - 22 de agosto de 1989 en Moscú) fue un ingeniero aeronáutico soviético. 

## Biografía
Mientras realizaba sus estudios (que terminó en 1931) en la  Academia Aeronáutica Militar de Moscú, participó en la construcción de un avión de entrenamiento y de competición. A continuación trabajó como diseñador en una fábrica aeronáutica en la que alcanzaría el grado de ingeniero jefe en 1934, siendo entonces rebautizada con su nombre (Véase Yakovlev).
En 1937 fue nombrado director de la oficina de estudios de prototipos. Entre 1940 y 1948 fue vicecomisario del pueblo y posteriormente ministro de la industria aeronáutica.
Cuando la Alemania de Hitler invadió la Unión Soviética, Yákovlev seguía dirigiendo la oficina de estudios y recibió además el encargo (entre finales de 1941 y principios de 1942) de trasladar las fábricas al centro del país, lejos del frente de batalla, y organizar la producción. En sus memorias, Yákovlev relata sus entrevistas con Stalin que ejerció una gran influencia hasta en los más mínimos detalles de los diversos aspectos del desarrollo de la industria, sobre todo en la aeronáutica y en especial en lo relativo a los aviones de combate.
Yákovlev fue extremadamente prolijo. Además de aviones de entrenamiento y de competición, construyó aviones de transporte, cazas, bombarderos y helicópteros. Sus modelos más conocidos son los aviones de entrenamiento y de competición UT-1, UT-2, Yak-11, Yak-18, Yak-52 el avión de enlace y transporte Yak-12 y los cazas Yak 1, Yak-3 y Yak-9. También estableció el proyecto del primer avión de reacción soviético, el Yak-15.
También fue obra de Yákovlev el helicóptero con rotores en tándem Yak-24 vagón volante.
Entre sus diseños civiles, los más conocidos en la actualidad son el trirreactor Yak-42 y numerosos aviones dedicados a las acrobacias aéreas. En total, la OKB Yákovlev diseñó un centenar de aviones diferentes.
Yákovlev recibió numerosas distinciones en recompensa por su labor. Fue condecorado en diez ocasiones con la Orden de Lenin. También recibió la Cruz de la Legión de Honor de la URSS.
Yákovlev tenía el grado de General de Aviación.